# Adreian Payne
Adreian DeAngleo Payne (Dayton, 19 de fevereiro de 1991 – Orlando, 9 de maio de 2022) foi um jogador norte-americano de basquete profissional que atualmente jogava pelo Minnesota Timberwolves, disputando a National Basketball Association (NBA). Foi draftado em 2014 na primeira rodada pelo Atlanta Hawks.

## Morte
No início da manhã de 9 de maio de 2022, Payne foi baleado e morto em Orlando, Flórida.